# Loděnice (Brno-vidéki járás)
Loděnice település Csehországban, a Brno-vidéki járásban. Loděnice Jezeřany-Maršovice, Cvrčovice, Kubšice, Šumice, Malešovice, Kupařovice és Odrovice településekkel határos. Lakosainak száma 608 fő (2024. január 1.).

## Népesség
A település lakosságának változását az alábbi diagram mutatja:
| Lakosok száma | 593  | 661  | 841  | 586  | 499  | 473  | 531  | 531  | 532  | 608  |
|               | 1869 | 1890 | 1921 | 1950 | 1980 | 2001 | 2017 | 2019 | 2022 | 2024 |